# جوناثان أوروزكو
جوناثان أوروزكو (بالإسبانية: Jonathan Orozco)‏ (12 مايو 1986 بمونتيري في المكسيك - ) هو لاعب كرة قدم مكسيكي في مركز حراسة المرمى. شارك مع منتخب المكسيك تحت 17 سنة لكرة القدم ومنتخب المكسيك تحت 23 سنة لكرة القدم ومنتخب المكسيك لكرة القدم. أما مع النوادي، فقد لعب مع نادي غوادالاخارا ونادي مونتيري وSantos Laguna Premier ‏ وكوبراز إنديوز دي سيوداد خواريز ‏.

## وصلات خارجية
- جوناثان أوروزكو على موقع الاتحاد الدولي (مؤرشف)  (الإنجليزية)
- جوناثان أوروزكو على موقع قاعدة بيانات كرة القدم.إي يو (الإنجليزية)
- جوناثان أوروزكو على موقع ناشيونال فوتبول تيمز (الإنجليزية)
- جوناثان أوروزكو على موقع Soccerway.com (الإنجليزية)
- جوناثان أوروزكو على موقع AS.com (الإسبانية)